# 东洋乡
东洋乡是中华人民共和国福建省福州市永泰县下辖的一个乡。

## 行政区划
东洋乡共辖10个行政村：
茂楼村、西塘村、东洋村、东斗村、仑坪村、周坑村、长畲村、彭洋村、秀岩村和秀峰村。